# Cavumrotation
Cavumrotation ist ein Begriff aus der Chirurgie der abstehenden Ohren. Hiermit ist gemeint, dass das Ohr mit Nähten, die zwischen dem Knorpel des  Cavum conchae und der Knochenhaut (Periost) des Schädels verlaufen, zum Kopf hin gedreht wird. Hierdurch nähert sich das abstehende Ohr mit seinem mittleren und unteren Drittel dem Kopf.